# Dūstān
Dūstān (persiska: دوستان) är en ort i Iran.   Den ligger i provinsen Västazarbaijan, i den nordvästra delen av landet, 700 km väster om huvudstaden Teheran. Dūstān ligger 2 142 meter över havet och antalet invånare är 609.
Terrängen runt Dūstān är kuperad. Runt Dūstān är det ganska tätbefolkat, med 166 invånare per kvadratkilometer. Närmaste större samhälle är Jūjahī, 14,3 km sydost om Dūstān. Trakten runt Dūstān består i huvudsak av gräsmarker.